# Dismidila gnoma
Dismidila gnoma là một loài bướm đêm trong họ Crambidae.